# Марсей-лез-Обиньи
Марсе́й-лез-Обиньи́ (фр. Marseilles-lès-Aubigny) — коммуна во Франции, находится в регионе Центр. Департамент — Шер. Входит в состав кантона Сансерг. Округ коммуны — Бурж.
Код INSEE коммуны — 18139.

## География

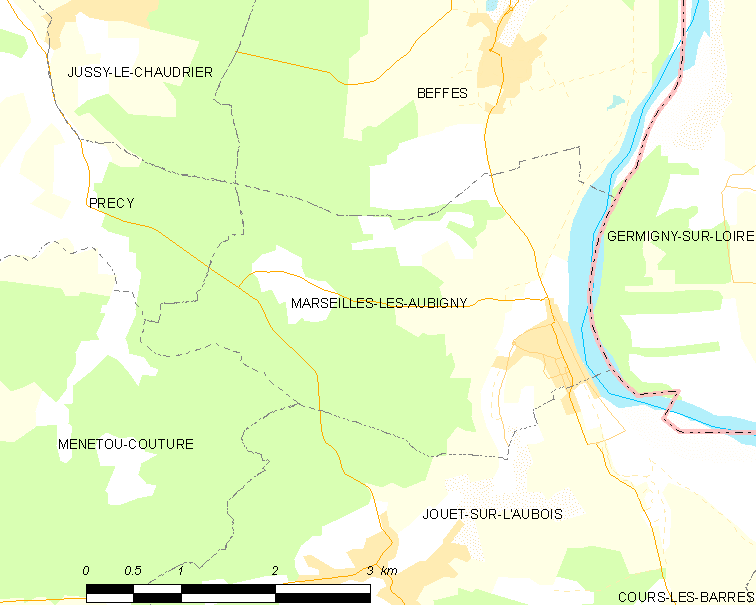
Карта коммуны

Коммуна расположена приблизительно в 210 км к югу от Парижа, в 125 км юго-восточнее Орлеана, в 50 км к востоку от Буржа.
Вдоль восточной границы коммуны протекает река Луара.

## Население
Население коммуны на 2008 год составляло 687 человек.
| 1962 | 1968 | 1975 | 1982 | 1990 | 1999 | 2008 |
| ---- | ---- | ---- | ---- | ---- | ---- | ---- |
| 913  | 963  | 917  | 876  | 802  | 691  | 687  |

## Администрация
| Период | Период | Фамилия         | Партия                              | Примечания |
| ------ | ------ | --------------- | ----------------------------------- | ---------- |
| 1977   | 2001   | Жан-Пьер Прюдом | Французская коммунистическая партия |            |
| 2001   | 2007   | Анн-Мари Метери |                                     |            |
| 2007   | 2014   | Жиль Корнет     |                                     |            |

## Экономика
В 2007 году среди 408 человек в трудоспособном возрасте (15-64 лет) 296 были экономически активными, 112 — неактивными (показатель активности — 72,5 %, в 1999 году было 67,0 %). Из 296 активных работали 250 человек (145 мужчин и 105 женщин), безработных было 46 (23 мужчины и 23 женщины). Среди 112 неактивных 21 человек были учениками или студентами, 45 — пенсионерами, 46 были неактивными по другим причинам.